# Karl Schmitt (Gewerkschafter)
Karl Schmitt (* 19. Januar 1890 in Fulda; † 8. April 1954 ebenda) war ein deutscher Gewerkschaftsfunktionär, Bürgermeister der Stadt Fulda und Mitglied des Preußischen Landtags.

## Leben
Nach seiner Schulausbildung absolvierte Karl Schmitt eine Lehre als Klempner, engagierte sich gewerkschaftlich im Christlichen Metallarbeiterverband und war in Gesellenvereinen und kirchlichen Organisationen tätig.
Als Schwarzblechklempner arbeitete er im Rheinland und in Westfalen, bevor er von 1910 bis 1912 den zweijährigen Militärdienst beim Feldartillerie-Regiment 47 in Fulda leistete. Anschließend war er bis zum Kriegsausbruch u. a. in Gelsenkirchen, Düsseldorf und Hattingen tätig und besuchte während dieser Zeit volkswirtschaftliche Abendkurse.
Er musste Kriegsdienst leisten, wurde im Juni 1918 schwer verwundet und im Dezember 1918 aus dem Lazarett in Fulda entlassen. Es folgte eine hauptamtliche Beschäftigung als Gewerkschaftssekretär des christlichen Metallarbeiter-Verbandes in Fulda, dessen Bezirksvorsteher er in den Jahren von 1928 bis 1933 war.
Von 1921 bis 1928 hatte er ein Mandat für den Preußischen Landtag (erste Kammer des Landesparlaments).
Mit der Machtübernahme der Nationalsozialisten wurden die freien Gewerkschaften verboten. Schmitt wurde aus allen Ämtern entlassen und war bis 1945 erwerbslos.
Im Januar 1936 wurde er verhaftet und im November 1936 von einem Sondergericht in Kassel zu acht Monaten Gefängnis verurteilt. Rechtsgrundlage hierfür war § 2 des Heimtückegesetzes. Danach wurde bestraft, „wer öffentlich gehässige, hetzerische oder von niedriger Gesinnung zeugende Äußerungen über leitende Persönlichkeiten des Staates oder der NSDAP, über ihre Anordnungen oder die von ihnen geschaffenen Einrichtungen macht“.
1944 folgte die erneute Verhaftung im Rahmen der Aktion Gitter. Im Zusammenhang mit dem Attentat vom 20. Juli 1944 wurden zahllose Unbescholtene (Sozialdemokraten, Kommunisten, Gewerkschafter usw.) inhaftiert. Schmitt kam nach einiger Zeit wieder auf freien Fuß und war im Mai 1945 Gründer und Vorsitzender des Freien  Deutschen Gewerkschaftsbundes in Fulda, der sich in Westdeutschland nicht etablieren konnte.
Vom 1. Juni 1945 bis zum 15. Juli 1946 bekleidete er das Amt des Dezernenten für das Wohlfahrtswesen der Stadt Fulda.
Seine Wahl zum Bürgermeister der Stadt Fulda fiel auf den 15. Juni 1946. Er trat sein Amt für zwei Jahre am 1. August 1946 an.
Danach war er als Bezirksvorsteher und Leiter der Betreuungsstelle eingesetzt.

### Öffentliche Ämter
- Mitglied des Zentralvorstandes des Verbandes der Kriegsbeschädigten und Hinterbliebenen
- 1919 bis 1933 unbesoldetes Mitglied des Magistrats der Stadt Fulda und für das Wohlfahrts-, Wohnungs- und Siedlungswesen zuständig.